# Тейлор-Крик (Флорида)
Тейлор-Крик (англ. Taylor Creek) — статистически обособленная местность, расположенная в округе Окичоби (штат Флорида, США) с населением в 4289 человек по статистическим данным переписи 2000 года.

## География
По данным Бюро переписи населения США статистически обособленная местность Тейлор-Крик имеет общую площадь в 10,62 квадратных километров, из которых 10,36 кв. километров занимает земля и 0,26 кв. километров — вода. Площадь водных ресурсов округа составляет 2,45 % от всей его площади.
Статистически обособленная местность Тейлор-Крик расположена на высоте 5 м над уровнем моря.

## Демография
По данным переписи населения 2000 года в Тейлор-Крик проживало 4289 человек, 1277 семей, насчитывалось 2022 домашних хозяйств и 2775 жилых домов. Средняя плотность населения составляла около 403,86 человек на один квадратный километр. Расовый состав населённого пункта распределился следующим образом: 94,54 % белых, 0,26 % — чёрных или афроамериканцев, 0,42 % — коренных американцев, 0,61 % — азиатов, 0,05 % — выходцев с тихоокеанских островов, 1,00 % — представителей смешанных рас, 3,12 % — других народностей. Испаноговорящие составили 5,15 % от всех жителей статистически обособленной местности.
Из 2022 домашних хозяйств в 14,7 % воспитывали детей в возрасте до 18 лет, 52,4 % представляли собой совместно проживающие супружеские пары, в 6,6 % семей женщины проживали без мужей, 36,8 % не имели семей. 29,6 % от общего числа семей на момент переписи жили самостоятельно, при этом 16,2 % составили одинокие пожилые люди в возрасте 65 лет и старше. Средний размер домашнего хозяйства составил 2,12 человек, а средний размер семьи — 2,54 человек.
Население статистически обособленной местности по возрастному диапазону по данным переписи 2000 года распределилось следующим образом: 14,6 % — жители младше 18 лет, 5,9 % — между 18 и 24 годами, 18,2 % — от 25 до 44 лет, 28,1 % — от 45 до 64 лет и 33,1 % — в возрасте 65 лет и старше. Средний возраст жителей составил 55 лет. На каждые 100 женщин в Тейлор-Крик приходилось 103,5 мужчин, при этом на каждые сто женщин 18 лет и старше приходилось 101,0 мужчин также старше 18 лет.
Средний доход на одно домашнее хозяйство статистически обособленной местности составил 24 919 долларов США, а средний доход на одну семью — 28 260 долларов. При этом мужчины имели средний доход в 23 810 долларов США в год против 22 500 долларов среднегодового дохода у женщин. Доход на душу населения статистически обособленной местности составил 24 919 долларов в год. 10,1 % от всего числа семей в населённом пункте и 15,2 % от всей численности населения находилось на момент переписи населения за чертой бедности, при этом 22,8 % из них были моложе 18 лет и 6,2 % — в возрасте 65 лет и старше.